# Kurt Sprengel
Kurt Polycarp Joachim Sprengel (Boldekow, 3 augustus 1766 – Halle, 15 maart 1833; voornaam gelatiniseerd als 'Curt') was een Pruisisch arts en botanicus. Zijn standaardafkorting is Spreng.
Sprengels oom Christian Konrad Sprengel is bekend door zijn studie van de bestuiving van bloemen door insecten. Zijn vader was geestelijke. Sprengel sprak op jonge leeftijd al Latijn, Grieks en Arabisch. In 1780 publiceerde hij op veertienjarige leeftijd de Anleitung zur Botanik für Frauenzimmer.
In 1784 begon hij theologie en geneeskunde te studeren aan de Universiteit van Halle. Hij gaf de theologie al snel op, en studeerde in 1787 af in de geneeskunde. In 1787 werd hij als bijzonder hoogleraar aan deze universiteit aangesteld, waarna hij in 1795 promoveerde tot hoogleraar. Hij was een van de grondleggers van de microscopische studies van hogere planten. Verder bracht hij veel verbeteringen aan in de botanische nomenclatuur.
In 1810 werd Sprengel verkozen als buitenlands lid van de Kungliga Vetenskapsakademien.
- Bibsys: 97045213
- Biblioteca Nacional de España: XX1763933
- Bibliothèque nationale de France: cb13320443w (data)
- Author citation (botany): Spreng.
- CiNii: DA12176172
- Gemeinsame Normdatei: 118752243
- International Standard Name Identifier: 0000 0001 0823 3982
- Library of Congress Control Number: n84026166
- Nationale Bibliotheek van Tsjechië: nlk20000087686
- Nationale bibliotheek van Australië: 35815249
- Nationale Bibliotheek van Israël: 987007268343605171
- Nationale Bibliotheek van Polen: a0000002152546
- Nederlandse Thesaurus van Auteursnamen: 070164452
- Réseau des bibliothèques de Suisse occidentale: 02-A000154782
- LIBRIS: 228596
- SNAC: w6071p8g
- Système universitaire de documentation: 034899235
- Museum of New Zealand Te Papa Tongarewa: 49900
- Trove: 1100105
- Virtual International Authority File: 79143227
- WorldCat: E39PBJgtbGjFhdjmtjP4FKRFrq